# Navyfield
NavyField is een "massively multiplayer online game", een spel met meerdere spelers die het tegelijk via een internetverbinding spelen. Het spel speelt zich af tijdens de Tweede Wereldoorlog. De bedoeling van het spel is zeeslagen te spelen en hierdoor steeds grotere schepen krijgen. Het spel is gemaakt door SD Enternet, een Zuid-Koreaans bedrijf, het spel was al online in Azië sinds 2002. Voor westerse spelers was het speelbaar in een gesloten beta-test vanaf 5 november 2004 en is het commercieel uitgebracht in februari 2006. Sindsdien zijn er verschillende updates geweest met het doel het spel leuker te maken en te verbeteren.
Het doel van het spel is om te beginnen met een klein neutraal schip, maar door je kapitein levels omhoog te laten gaan (door gevechten te spelen) en een land te kiezen kan je steeds betere schepen kopen en uiteindelijk bijvoorbeeld een groot slagschip of vliegdekschip kopen. Er zijn in het totaal 7 naties: Verenigde Staten van Amerika, Verenigd Koninkrijk, Japan, Duitsland, Frankrijk, Rusland en Italië; Met ieder zijn eigen specialiteiten en zwakke punten. Men vecht in de zogenaamde 'Battle Rooms'. Men speelt met maximum 128 personen in één 'Battle Room' ingedeeld in (meestal) twee groepen, Alpha en Bravo. Men probeert het andere team volledig te vernietigen (althans in de meeste Battle Modes). Er is ook sprake van de zogenaamde 'fleetvorming'. Daarbij worden 'fleets' (vloten) gevormd van een aantal spelers, elke vloot kan maximaal 5 squadrons bevatten, spelers kunnen bij deze squadrons aangesloten geraken, en in elk squadron kan maximaal 30 man geplaatst zijn. Er vinden regelmatig 'fleetwars' plaats, hierin vechten de vloten tegen elkaar. Er zijn ook 7 havens (1 voor elke natie). Een vloot kan een haven bezitten, dit heeft een aantal voordelen zoals inkomsten uit belastingen voor het kopen van kanonnen, motoren, torpedobuizen enz, maar ook de mogelijkheid voor leden van de vloot om een zogenaamde 'Unique Battleship' te huren.

## De balans tussen de naties
- RN (Royal Navy, Engeland)
  - Voordelen: beste bepantsering, beste schade per kogel, beste bemanning voor reparatie en zogenaamde 'Soft Defense'
  - Nadelen: relatief dure bepantsering, slechtste bereik voor kanonnen.
- USN (United States Navy, Amerika)
  - Voordelen: Goed uitgebalanceerd, beste luchtafweer bemanning.
  - Nadelen: Goede balans betekent ook geen grote voordelen ten opzichte van andere landen.
- KM (KriegsMarine, Duitsland)
  - Voordelen: goede luchtafweer kanonnen, kanonnen hebben het meeste bereik, goede engineers (bemanning om de motoren sneller te laten lopen)
  - Nadelen: hoog level voor schepen ten opzichte van andere naties, weinig schepen om uit te kiezen.
- IJN (Imperial Japanese Navy, Japan)
  - Voordelen: de beste torpedo's, veel verschillende vliegdekschepen, uitstekend kaliber bij de hogere levels.
  - Nadelen: de slechtste bepantsering, slechtste ondersteuningscrew.
- MN (Marine Nationale, Frankrijk)
  - Voordelen: Goede Dive Bombers (bombardeervliegtuigen), goede CV's (Carrier Vessels, vliegdekschepen)
  - Nadelen: Slechte spread (Doelgerichtheid van de kanonnen)

## Spelmodes
1. Normal:Normaal gevecht, iedereen mag meedoen, geen limieten, ervaring wordt gegeven aan de hand van schade die gedaan wordt.
2. Blitzkrieg:Alleen voor spelers onder level 80, en slagschepen en onderzeeërs zijn niet toegestaan
3. Great Battle I:Alle levels toegestaan, maximaal 20 slagschepen, 10 vliegdekschepen en 10 onderzeeërs. (geen limieten voor kruisers (Cruisers, CL&CA), fregatten (Frigates, FF) en jagers (Destroyers, DD))
4. Great Battle II:Lijkt veel op Great Battle I. Hier is het echter de bedoeling om het vijandelijke vlaggenschip zo snel mogelijk tot zinken te brengen. Wanneer dit gelukt is krijgt het team wat zijn vlaggenschip kwijt is 5 minuten om een tegenaanval te doen. Lukt het om binnen die tijd het vlaggenschip van hun tegenstander tot zinken te brengen, dan hebben zij gewonnen. Lukt dit niet, dan wint het eerste team.
5. Mission:Missies voor verschillende levels en scheepstypen. hier wordt er tegen computers en met een klein aantal andere spelers gevochten. Een deel van de missies bestaat uit de Historical Series, deze missies zijn gebaseerd op waar gebeurde zeeslagen.
6. Nightbattle:Bijna hetzelfde als een Great Battle, maar dan 's nachts. Men kan veel minder ver kijken, waardoor het veel moeilijker wordt om op grote afstand op een ander schip te richten.
7. Operation Convoy:Allebei de teams moeten proberen zo veel mogelijk gedropte goederen proberen mee te nemen, na het zinken wordt een schip automatisch teruggezet op de beginplek en kan het schip weer terug naar het gevecht varen.
8. Select Mode:Een gevecht waar alleen schepen van een bepaalde klasse aan mee kunnen doen. De mogelijkheden zijn: FF&DD, CL&CA, CA&BB, BB en CV

## Historische incorrectie
- De schaal van de kanonnen is groot t.o.v. de schepen.
- De schaal van de schepen ten opzichte van elkaar is niet authentiek (2 Destroyers zijn even lang als de grootste slagschepen).
- De meeste schepen kunnen sneller varen dan de authentieke schepen, vooral door de zogenaamde 'overheat' de mogelijkheid om een motor korte tijd extra hard te laten draaien.
- CV's moeten niet tegen de wind draaien om de vliegtuigen te 'lossen', al is er niet echt sprake van wind in het spel.
- Sommige kanonnen hebben een te grote nauwkeurigheid, het zogenaamde 'Block Shot'.
- Alle schepen kunnen tegelijkertijd alle kanonnen afvuren. Dit is voor veel echte versies van deze schepen structureel onmogelijk.
- Een aantal schepen zoals de Amerikaanse DDX klasse zijn officieel pas jaren later gepresenteerd/te water gelegd.
- Een aantal schepen hebben alleen op de tekentafel bestaan, en de hoogste klasse schepen, de BB6, zijn door het ontwikkelteam volledig zelf ontworpen.